# Gunnbjørn Ulfsson
'Gunnbjörn Ulfsson (circa tiende eeuw), ook bekend als Gunnbjörn Ulf-Krakuson, was een Noors ontdekkingsreiziger die leefde in het begin van de tiende eeuw. Hij vestigde zich in IJsland en wordt beschouwd als de eerste Europeaan die Groenland zag, nadat hij uit koers geraakt was tijdens een zeiltocht van Noorwegen naar IJsland. Tegenwoordig dragen verschillende plaatsen in Groenland zijn naam, waaronder het bekende Gunnbjørn Fjeld.